# Rus
Rus (ukr. Рус) – legendarny protoplasta Rusinów (późniejszych Ukraińców, Białorusinów i Rosjan), występujący w polskiej legendzie o trzech braciach. Brat Czecha i Lecha.
Według legendy podanej w Kronice wielkopolskiej był bratem Czecha i Lecha, a bracia mieli przybyć z Panonii. Rusa nie znają późniejsze, czeskie wersje legendy.
Jan Długosz przekształcił legendę z Kroniki wielkopolskiej, czyniąc Rusa jednym z potomków Lecha, który odziedziczył część kraju Lechitów, będący od tej pory Rusią. Potomkiem Rusa według Długosza był Odoaker. W okresie renesansu polscy humaniści przekształcili imię Rusa na Roksolanus, wiążąc go z sarmackim plemieniem Roksolanów. Anonimowy XVII-wieczny traktat O historii lub o początkach ziemi ruskiej, o powstaniu Nowogrodu i skąd wywodzi się ród kniaziów słoweńskich podaje z kolei że Rus był bratem Słowienia i synem Skifa.